# Een mens van water
Een mens van water is een artistiek kunstwerk en fontein in Amsterdam Nieuw-West.
Het beeld lijkt uit de context te staan. In 2003 werd hier het nieuwe kantoor van het Amsterdamse Waterleidingbedrijf geopend in een gebouw ontworpen door Aat van Tilburg. Kunstenaarskoppel Maree Blok en Bas Lugthart ontwierpen voor het voorterrein een beeld annex fontein, in combinatie met een fotoserie voor in het gebouw. Zij kwamen met een genderneutraal mensbeeld, opgebouwd uit honderdvijftig koperen ringen van waterleidingbuis, wat isolatiemateriaal en staal. Er is in totaal 800 meter waterleidingbuis in gewalste vorm in het beeld verwerkt, dat overeind wordt gehouden door een kolom. In die kolom zit de waterleiding naar boven. Vanuit de kruin van de persoon loopt water via het beeld weer naar beneden en wikkelt zich als een nat kleed om de persoon om ten slotte in het bassin te vallen en weer naar boven gepompt te worden. Wethouder Hester Maij kwam de fontein op 4 september 2003 onthullen
Het interne deel van het kunstwerk bestaat/bestond uit negen foto’s van medewerkers van het waterleidingbedrijf, die geheel gekleed onder de douche werden gehouden en dus (stilstaand) net zo drupten als het beeld.
Het gebouw staat in de wijk Teleport en dat was al in die jaren volop in beweging. Het waterleidingbedrijf ging in 2006 samen met de Dienst Waterbeheer en Riolering (DWR) op in Waternet en trok naar Amsterdam Overamstel. Woningcorporatie Eigen haard trok vervolgens in het gebouw en liet de fontein werken. 